# Aliye Sultan
Aliye Sultan (24. srpna 1880 – 19. září 1903) byla osmanská princezna. Byla dcerou sultána Murada V. a jeho manželky Resan Hanımefendi (dcera Ömera Beye a Fatmy Hanım).

## Biografie
Ve věku 23 let, sultánka Aliye během zimy měla chřipku. Poté, co zima přešla, však pořád nebyla zdravá a její stav se pomalu zhoršoval. Pomalu slábla, i když po nemoci nebyly žádné stopy. Sultán Murad měl o ni hrozný strach, protože měl svou dceru velmi rád; poslal pro nejlepšího lékaře v Konstantinopoli, Yıldıze. S velkým znepokojením se pustili do léčby princezny.
Lékař však svou diagnózu neprozradil, ale po dvou dnech přišel Cevher Ağa a pověděl Eleru Kadınefendimu: "Doktor zjistil, že sultánka má velmi zanešené plíce a potřebovala by změnu prostředí a vzduchu. Sultán by měl znovu zavolat Yıldıze a vyhradit pro sultánku zvláštní pokoje, kde by bydlela jen ona sama. Je to naléhavé a měla by změnit prostředí ještě dnes, nejpozději zítra.
Sultána Murada tyto novinky velmi pobouřily; nechtěl se od své dcery odloučit, ale musel se smířit s osudem. Poslal tedy Aliye k Yıldızovi s nadějí, že se jeho dcera vyléčí. Bohužel však sultánka Aliye zemřela 19. září 1903
V den, kdy sultánka zemřela, celý palác upadl do smutku. Nastaly dlouhé dny, kdy se vůbec nikdo neusmál a několik týdnů sultána Murada nikdo neviděl. Odmítal jíst, pít, přijímat konkubíny a vyjít ze svého pokoje.